# 两河口镇 (赤水市)
两河口镇，是中华人民共和国贵州省遵义市赤水市下辖的一个乡镇级行政单位。
2016年1月29日，贵州省人民政府批复同意撤销两河口乡建制，设置两河口镇。撤乡设镇后行政区域不变，镇人民政府驻大坝村。

## 行政区划
两河口镇下辖以下地区：
两河口社区、大荣村、大坝村、黎明村、兴竹村、盘龙村和马鹿村。